# Argentona Bocs 2019
Questa voce raccoglie le informazioni riguardanti gli Argentona Bocs nelle competizioni ufficiali della stagione 2019.

## Amichevoli
| Argentona 29 giugno 2019, ore 18:00 | Argentona Bocs | 28 – 12 | Ecuador | Campo Municipal |

## XXXI LCFA Senior

### Stagione regolare
| 4 novembre 2018, ore 17:00 | Argentona Bocs | 0 – 35 referto | L'Hospitalet Pioners |  |

| 18 novembre 2018, ore 11:30 | Barcelona Búfals | 7 – 14 referto | Argentona Bocs |  |

| 2 dicembre 2018, ore 17:00 | Argentona Bocs | 34 – 0 referto | Reus Imperials |  |

| 16 dicembre 2018, ore 17:00 | Argentona Bocs | 41 – 14 referto | Ducs Football |  |

| 13 gennaio 2019, ore 17:00 | Argentona Bocs | 20 – 7 referto | Barcelona Pagesos |  |

| 27 gennaio 2019, ore 17:00 | Argentona Bocs | 15 – 0 referto | Riudoms Rebels |  |

| 9 febbraio 2019, ore 16:00 | Barberá Rookies | 28 – 7 referto | Argentona Bocs |  |

| 24 febbraio 2019, ore 17:00 | Argentona Bocs | 0 – 21 referto | Terrassa Reds |  |

| 10 marzo 2019, ore 11:30 | Vilafranca Eagles | 9 – 42 referto | Argentona Bocs |  |

| 24 marzo 2019, ore 17:00 | Argentona Bocs | 13 – 0 referto | Santa Coloma de Cervelló Legends |  |

| 6 aprile 2019, ore 16:30 | Barcelona Uroloki | 19 – 14 referto | Argentona Bocs |  |

## Statistiche di squadra
| Competizione      | %Vittorie | In casa | In casa | In casa | In casa | In casa | In casa | In trasferta | In trasferta | In trasferta | In trasferta | In trasferta | In trasferta | Totale | Totale | Totale | Totale | Totale | Totale |
| Competizione      | %Vittorie | G       | V       | N       | P       | Pf      | Ps      | G            | V            | N            | P            | Pf           | Ps           | G      | V      | N      | P      | Pf     | Ps     |
| ----------------- | --------- | ------- | ------- | ------- | ------- | ------- | ------- | ------------ | ------------ | ------------ | ------------ | ------------ | ------------ | ------ | ------ | ------ | ------ | ------ | ------ |
| Amichevoli        | 1.000     | 1       | 1       | 0       | 0       | 28      | 12      | 0            | 0            | 0            | 0            | 0            | 0            | 1      | 1      | 0      | 0      | 28     | 12     |
| Stagione regolare | .636      | 7       | 5       | 0       | 2       | 123     | 77      | 4            | 2            | 0            | 2            | 77           | 63           | 11     | 7      | 0      | 4      | 200    | 140    |
| Totale            | .666      | 8       | 6       | 0       | 2       | 151     | 89      | 4            | 2            | 0            | 2            | 77           | 63           | 12     | 8      | 0      | 4      | 228    | 152    |